# Cerej
Cerej este o localitate din comuna Koper, Slovenia, cu o populație de 110 locuitori.